# Akonaboè
Akonaboè est un quartier situé dans le 5e arrondissement de la commune de Porto-Novo dans le département de l'Ouémé au Bénin.

## Géographie

### Localisation
Akonaboè est situé dans le 5e arrondissement au nord ouest de la commune de Porto-Novo, capitale de la république du Bénin.

### Administration
Akonaboè est une subdivision administrative du Bénin. C'est l'un des 15 quartiers que compte le 5e arrondissement de Porto-Novo.

## Population et société

### Démographie
Selon le recensement général de la population et de l'habitation de 2013 conduit par l'Institut national de la statistique et de l'analyse économique (INSAE), Akonaboè compte 1597 ménages avec 6 877 habitants,.
| Indicateur           | 2013 |
| -------------------- | ---- |
| Nombre de ménages    | 1597 |
| Population masculine | 3296 |
| Population féminine  | 3581 |
| Population totale    | 6877 |

La population est composée de plusieurs ethnies et groupes socioculturels. Il s'agit notamment des Gouns et des Yorubas avec plus de 80% de la population, et forment les groupes dominants. On y rencontre également les ethnies comme les Ajas, Dendis, Toffins, Minas, okpas, Sèto et Tori,.

### Économie
La population, pour ses sources de revenus, mène des activités agricoles et la pêche et le commerce.